# Le parole della scienza
Le parole della scienza - quattrocento termini «difficili» e la loro storia (Words of Science and the History Behind Them), noto semplicemente come Le parole della scienza è un saggio del 1959 scritto da Isaac Asimov, tradotto in diverse lingue. 
Il libro è una raccolta di ben quattrocento termini scientifici, riportati sotto forma di vocabolario, che Asimov tenta di spiegare con un linguaggio aperto anche al lettore comune, conducendo un'esplorazione informale delle radici e della storia di questi vocaboli. 

## Trama
Il libro, proprio come un vocabolario, si suddivide in capitoli che seguono quelle che sono le lettere dell'alfabeto inglese. Partendo dal presupposto che conoscendo l'origine di una parola si facilita la memorizzazione e l'uso corretto della stessa, l'autore ricostruisce la storia con cui termini curiosi, particolari e difficili sono stati coniati, hanno modificato il loro significato o sono rientrati in altri campi del sapere contribuendo all'origine del vocabolario scientifico.

### Lista dei vocaboli
| Lettera | Vocaboli |
| ------- | --- |
| A       | ablazione · acetilcolina · acido · acqua regia · adamantano · adroni · adsorbimento · aflatossina · airglow · alcool · aleph · alfa, raggi · algol · almanacco · amalgama · ametista · ammoniaca · amp ciclico · aneroide · aneurisma · anfibi · angiosperme · anilina · anoressia · anticorpi · antideutone · antiparticelle · antracite · Apollo, programma · appendicectomia · archeozoico · arcosauri · argo · arteria · artico · asteroidi · astrochimica · atmosfera · atomo · ATP · attinidi · aurora e aurora polare · autoradiografia · auxine · avidina · azoto |
| B       | baffi cristallini · balistica · barioni · barn · base · batteriofagi · benzene · berillosi · big bang · binaria, numerazione · biologia molecolare · bionica · biosfera · black hole · borani · borazone · bosone intermedio · botulismo · bremsstrahlung · bromo · Browniano, moto |
| C       | caffeina · calciferolo · calcio · calcitonina · calcolatore analogico · calcolatore numerico · caloria · camera a bolle · camera a nebbia · camera anecoica · capillarità · carborani · carcinoma · cariotipo · catalisi · cattura K · cefeidi · celacanti · cerebrale · Čerenkov, radiazione di · cermet · charm · chetoni · chirotteri · cibernetica · ciclotrone · cistina · cistrone · citocromi · clone · cloro · clorofilla · cloroformio · cloroplasti · coacervati · cobalto · codice genetico · codon · coenzimi · colesterolo · colloidi · cometa · condriti carboniose · cono d'ombra · coppie, produzione di · cortisone · cosmici, raggi · cosmogonia · cosmologia · CPT, invarianza · creazione continua · crescita zero · criobiologia · criologia · criotrone · crittogame · cromatografia · cromo · cromosoma Y · cronotopo · Cyg X-1 |
| D       | DDT · dendrocronologia · deriva dei continenti · deuterio · dinamite · DSDP · duodeno |
| D       | echinodermi · ecologia · ecosfera · effetto serra · elastomeri · elettrocardiogramma · elettroforesi · elettroforesi · elettrolisi · elettroluminescenza · elettrone · elica · elio · ellisse · emofilia · emoglobina · energia · entropia · enzima · epatico · epifisi · espero · etere · eucarioti · eutrofizzazione · evoluzionismo |
| F       | fahrenheit · falcemia · fall-out radioattivo · feedback · femtometro · fermentazione · fermioni · ferormoni · ferromagnetismo · fissione · fosforescenza · fotosintesi · fusione |
| G       | galassia · gallio · gammaglobuline · gas nervini · gene · geochimica · geoide · Giano · gibberelline · giganti rosse · gigantopiteco · giochi, teoria dei · glicina · glucosio · gravitazione · gravitone · guyot |
| I       | idrofobia · idrogeno · idroponiche, coltivazioni · immaginari, numeri · indaco · indeterminazione, principio di · inerzia · infinito · influenza · infrarosso · inibizione competitiva · insulina · interazioni · interferone · iodio · ione · ipercarica · iperoni · ipofisi · irrazionali, numeri · isomeri · isotopo · ittero · ittrio |
| J       | jet streams |
| K       | kaone · krebs |
| L       | laser · lenti gravitazionali · lepidotteri · leptoni · librazione · linac · linfa |
| M       | Mach, numero di · macromolecole · magici numeri · magnete · magnetosfera · mammiferi · marea · mària · marsupiali · mascon · maser · mercurio · mesoni · metalli · metro · MHD · microbi · microonde · microscopio ionico · miliardo · mitocondri · molecola · momento · monopolo magnetico · monosaccaridi · monotremi · Mössbauer, effetto · moto proprio · muone · mutageni |
| N       | neoprene · neotenina · neurone · neutrino · niacina · niobio · notocorda · nova · nucleici, acidi · nucleo · nucleoni |
| O       | occultazione · olografia · omega-meno · orbitali · organuli · ormoni · ossigeno · ottava |
| P       | pacemaker · paleobiochimica · paleomagnetismo · parabola (geometria) · paradosso degli orologi · parallele · parapsicologia · parità · parsec · penicillina · perfetti, numeri · perturbazioni · phobos · phylum · pi greco · piacere, centro del · piezoelettricità · Pinch, effetto · pione · Pioneer · pitecantropo · plancton · plasma · pleistocene · polarizzazione · poliacqua · polimeri · porfirina · potassio · potenza · primi, numeri · propellente · propulsione ionica · prostaglandina · proteine · proteinoidi · protone · psicologia · pterosauri · pulsar |
| Q       | quanto · quasar |
| R       | radar · radicale e radicale libero · radioattività · radiocarbonio, datazione al · radiotelescopio · raffinazione di zona · reattore nucleare · red shift · relatività · REM, sonno · retinene · Rh, fattore · ribosomi · risonanze · ritmi circadiani · rivoluzione verde · RNA di trasferimento |
| S       | schizofrenia · Schmidt, telescopio · scienza · scintillazione, contatore a · scorbuto · scotofobina · semiconduttori · Seyfert, galassie di · siliconi · sonar · sonda spaziale · spettro · spin · stellarator · stelle a raggi X · stelle di neutroni · stranezza · sulfanilammide · superconduttività · superfluidità |
| T       | tachioni · tecnezio · tectiti · teflon · teleostei · telescopio · tempo di dimezzamento · termodinamica · terpeni · tiofene · tiroide · transduzione · transuranici, elementi · tripsina · tsunami |
| U       | UFO · uranio |
| V       | vaccino · vasopressina · velocità di fuga · Venera · vento solare · vettore · Viking, progetto · virus · vitamine · volt |
| X       | X, raggi · xerografia |
| Z       | zero · zero assoluto · zinjantropo · zodiaco |

## Edizioni
- (EN) Isaac Asimov, Words of Science and the History Behind Them, Houghton Mifflin, 1959.
- (IT) Isaac Asimov, Le parole della scienza, a cura di Giorgio P. Panini, collana Oscar Studio, Milano, Mondadori, 1976,  p. 404.